# Évaux-les-Bains
Évaux-les-Bains là một xã và là thủ phủ tổng thuộc tỉnh Creuse trong vùng Limousin nước Pháp. Xã này nằm ở khu vực có độ cao từ 292-560mét trên mực nước biển.
Đây là một xã nghỉ dưỡng được người La Mã cổ đại thành lập vào thế kỷ 1.
Thị trấn này nằm trong thung lũng sông Cher và sông Tardes, cự ly khoảng 14 dặm (23 km) về phía tây nam của Montlucon, tại giao lộ các tuyến đường D19, D20, D996 và tuyến đường D915. Xã nằm ở ranh giới với tỉnh Allier và có kết nối đường ray với Montlucon.
Sông Tardes chảy vào Cher ở xã này, cách 7,5 km (4,7 mi) về phía bắc của xã.

## Dân số
| 1962                                                        | 1968 | 1975 | 1982 | 1990 | 1999 | 2006 |
| ----------------------------------------------------------- | ---- | ---- | ---- | ---- | ---- | ---- |
| 1771                                                        | 1822 | 1727 | 1810 | 1716 | 1545 | 1564 |
| Số liệu điều tra dân số từ năm 1962 Dân số chỉ tính một lần |      |      |      |      |      |      |

## Địa điểm nổi bật
- Nhà thờ St.Peter & Paul, thế kỷ 17.

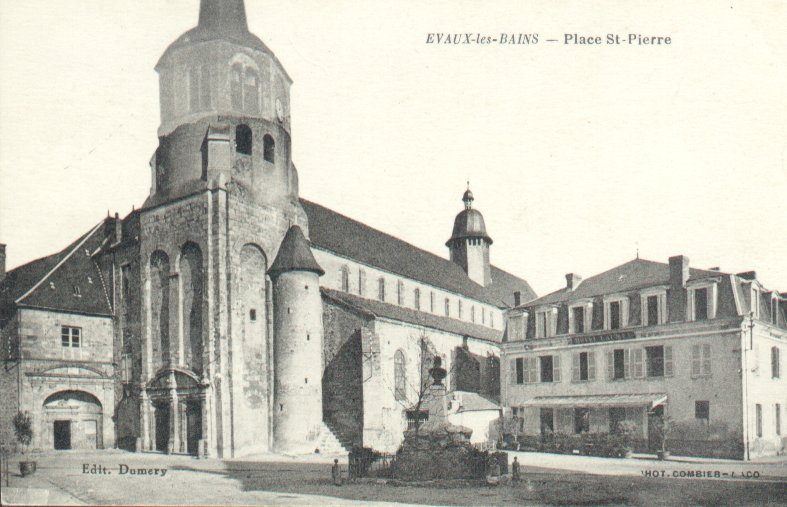
Nhà thờ

- Các lâu đài thế kỷ 17 Relibert và Monterolle.
- Nhà thờ Notre-Dame.
- Nhà thờ thế kỷ 11 Saint Radegonde.

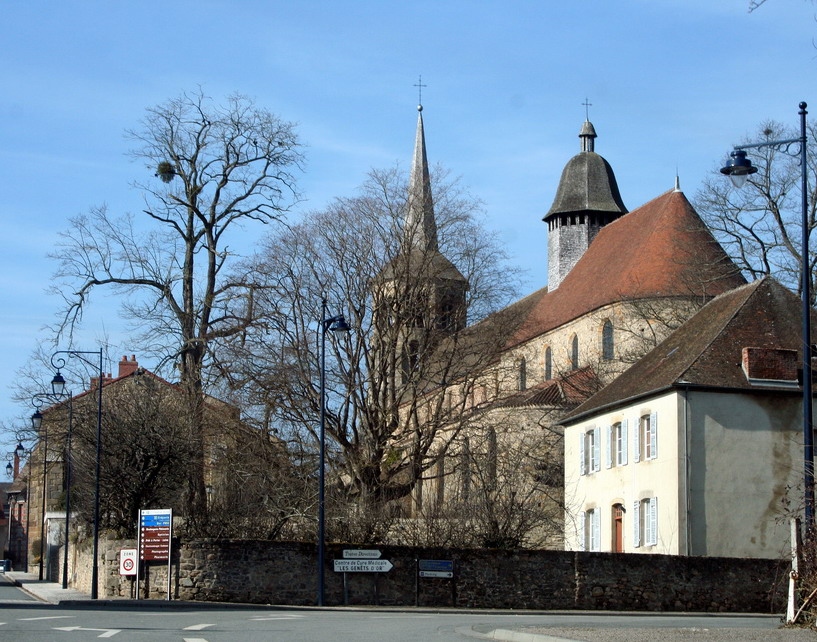
Quang cảnh
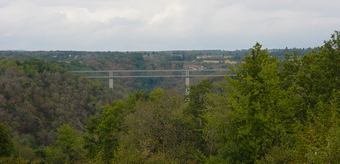
Tardes
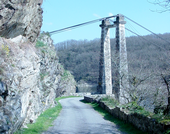
Cầu treo